# Notocirrhitus splendens
Notocirrhitus splendens is een straalvinnige vissensoort uit de familie van de koraalklimmers (Cirrhitidae). De wetenschappelijke naam van de soort is voor het eerst geldig gepubliceerd in 1889 door Ogilby.